# حزب السلام الديمقراطي
حزب السلام الديمقراطي هو حزب سياسي مصري تأسس عام 2005. مؤسس الحزب ورئيسه الحالي هو أحمد الفضالي. يرفع الحزب شعار «الشعب أساس الحكم». يرأسه المستشار أحمد الفضالي. وقد اختار الحزب حسام خير الله مرشحًا لرئاسة الجمهورية.

## طالع أيضًا
- قائمة الأحزاب السياسية في مصر